# Jazz Raycole
Jazz Raycole (Stockton, California, 11 de febrero de 1988) es una actriz y bailarina estadounidense, reconocida por su interpretación de Claire Kyle en la comedia de televisión My Wife and Kids durante su primera temporada.

## Carrera
Raycole nació en Stockton, California. Es una bailarina entrenada que inició en el mundo de la danza a los cuatro años de edad. Raycole apareció en la primera temporada de My Wife and Kids. Sin embargo, tras la finalización de dicha temporada, fue reemplazada en el programa por Jennifer Freeman cuando la segunda temporada dio inicio. Al parecer Raycole fue sacada del programa por su propia madre, preocupada por la temática sobre el embarazo juvenil que venía presentando la serie.
Ha actuado en otras series de televisión, incluyendo Everybody Hates Chris, Monk y The Office. También se encargó de proveer la voz del personaje llamado Chloe en la serie infantil Hey Arnold! en 2000. Raycole hizo su debut en el cine en 1995 con la película Waiting to Exhale. Interpretó a Allison Hawkins en el drama de televisión posapocalíptico Jericho en 2007 y 2008. También encarnó a Lyric Ballentine en la comedia The Soul Man.

## Filmografía

### Cine y televisión
- 1993 -	Living Single... With Kids
- 1995 -	Babe
- 1995 -	Waiting to Exhale
- 1996 -	The Parent 'Hood
- 1998 -	From the Earth to the Moon
- 1998 -	Ellen
- 1998 -	Smart Guy
- 1998 -	The Jamie Foxx Show
- 1999 -	Fox Kids Fun
- 1999 -	Malcolm & Eddie
- 2001 -	My Wife and Kids
- 2003 -	Hey Arnold!
- 2004 -	Law & Order: Special Victims Unit
- 2004 -	Clubhouse
- 2005–2008 - Everybody Hates Chris
- 2006 -	Monk
- 2006–2007 - The Office
- 2006–2008 - Jericho
- 2007 -	Lincoln Heights
- 2008 -	Without a Trace
- 2009 -	10 Things I Hate About You
- 2009 -	Eastwick
- 2010 -	First Day
- 2010 -	Prominare
- 2011 -	Brave New World
- 2012 -	New Girl
- 2012 -	The Secret Life of the American Teenager
- 2012 -	Perception
- 2012–2014 - The Soul Man
- 2013 -	Suburgatory
- 2013 -	Rizzoli & Isles
- 2013 -	Bones
- 2015 -	iZombie
- 2016 -	Crazy Ex-Girlfriend
- 2017–presente - The Quad